# Fernando Cossío Mora

Fernando Cossío Mora (San Martín de Vilafufre 1960) es un químico  español referente internacional en química multidisciplinar que comprende áreas tan diversas como la biotecnología, la química sintética, la computacional, y la física.
Como docente es   Catedrático del Departamento de Química Orgánica I de la UPV/EHU donde ha realizado destacadas contribuciones en el campo de la química bioorgánica y modelización molecular obteniendo  el premio Euskadi de Investigación  en 2020.
Desde el año 2009 es director científico de la Fundación Vasca para la ciencia (Ikerbasque) desde donde  impulsa la investigación en el País Vasco en todas sus áreas.

## Biografía y trayectoria profesional
Nació en San Martín de Villafufre, (Cantabria).
Se licenció en ciencias químicas por la Universidad de Zaragoza en 1982  y realizó el doctorado en la Universidad del País Vasco en 1986.
Tras realizar estancias de investigación en el CNRS de Talence (Francia), y en UCLA (Estados Unidos), se incorporó en 1988 a la Facultad de Química de la Universidad del País Vasco , de la que es Catedrático desde 2002.
Producto de  su área de investigación  es la creación de patentes y el uso de éstas para crear spin-off's para la obtención de compuestos con posibles aplicaciones en diferentes tratamientos tumorales.
Ha estado muy implicado en el avance y gestión de la ciencia en el País Vasco, habiendo ocupado diferentes cargos en la Universidad , como decano de la Facultad de Ciencias Químicas (1999-2001), Vicerrector de Investigación y Relaciones Internacionales de la UPV/EHU (2001-2003).
Desde 2009 es Director Científico de Ikerbasque, la Fundación Vasca para la ciencia. Desde ésta Fundación  es reseñable su papel impulsor de programas de investigación en el  País Vasco, la formación de jóvenes científicas y científicos y sus actividades de divulgación científica.

## Distinciones
En el año 2020 recibió el premio Euskadi de Investigación por toda su carrera investigadora.
En el año 2021 recibió la medalla de oro de la Real Sociedad Española de Química por "la trayectoria científica de excelencia, con atención a su singularidad, visibilidad internacional y liderazgo actual en la disciplina"-

## Publicaciones
Su trayectoria científica está avalada por 240 publicaciones en revistas internacionales indexadas, 5 capítulos de libro y una monografía, así como 65 contribuciones a congresos, de la cuales 15 conferencias invitadas, 14 patentes y la participación en 51 proyectos de I+D (financiados tanto por entidades públicas con concurrencia competitiva como por empresas privadas).
Asimismo, ha dirigido 26 tesis doctorales en el área de la Química Orgánica sintética y computacional, dos de ellas Premio Extraordinario de Doctorado y cuatro de ellas Tesis Europeas.

## Vídeos
- Sobre la investigación en el País Vasco.
- Atracción de talento al País Vasco